# Distretto di Romanați
Il distretto di Romanați è stata un'unità amministrativa di primo ordine nel Regno di Romania, situata nella parte sudorientale della regione storica di Oltenia, tra i fiumi Olt e Danubio. Il capoluogo era la città di Caracal. Il distretto fu abolito a febbraio 1968, in seguito alla riorganizzazione amministrativo-territoriale che voleva correggere gli errori fatti nel 1950, quando il paese venne suddiviso in regioni e raioane (plurale di raion), situazione considerata non in linea con le peculiarità e la tradizione del Paese. 

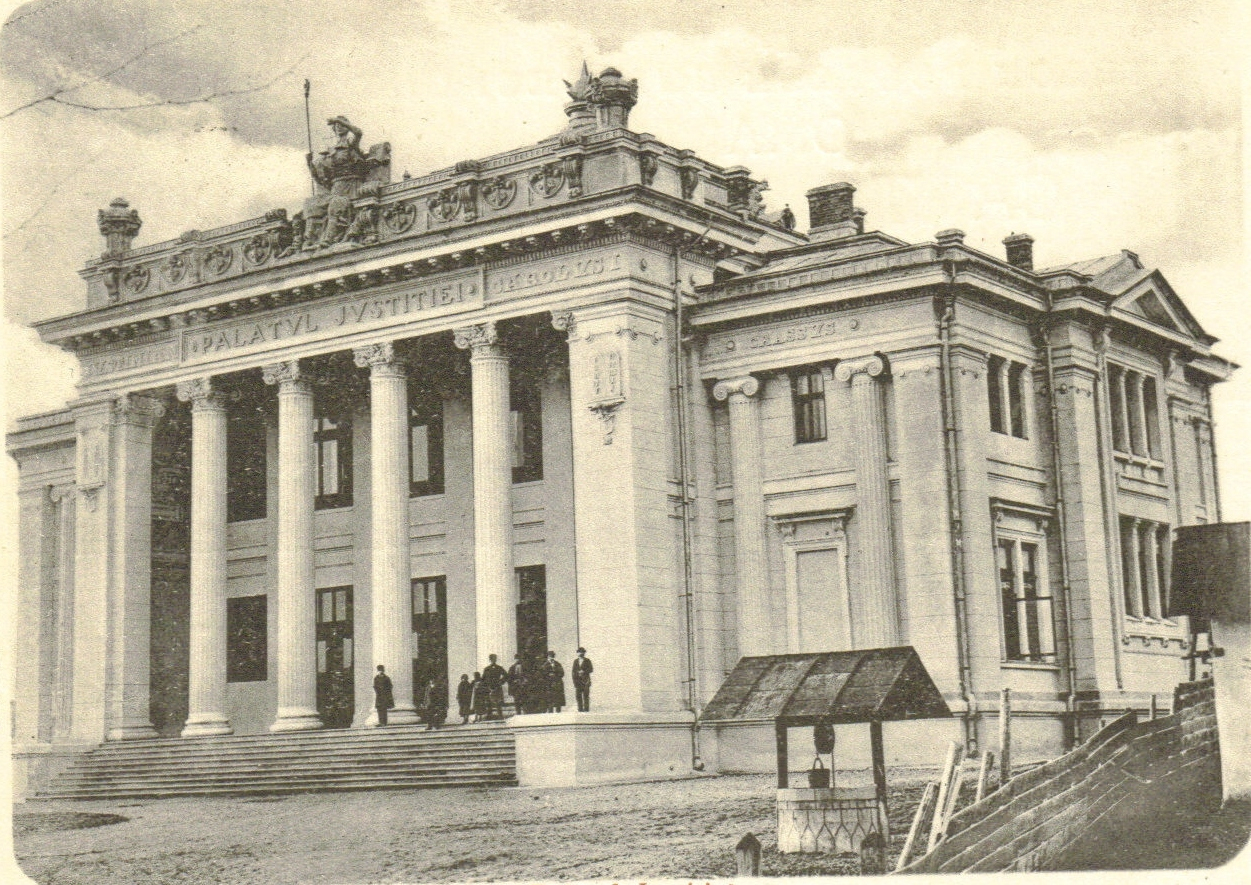
La costruzione del tribunale del distretto di Romanati dal periodo tra le due guerre. Il monumento storico, noto come Palazzo di Giustizia a Caracal, fu costruito nel 1897 e si trova in Str. Iancu Jianu no. 37. Attualmente qui opera il tribunale distrettuale di Caracal

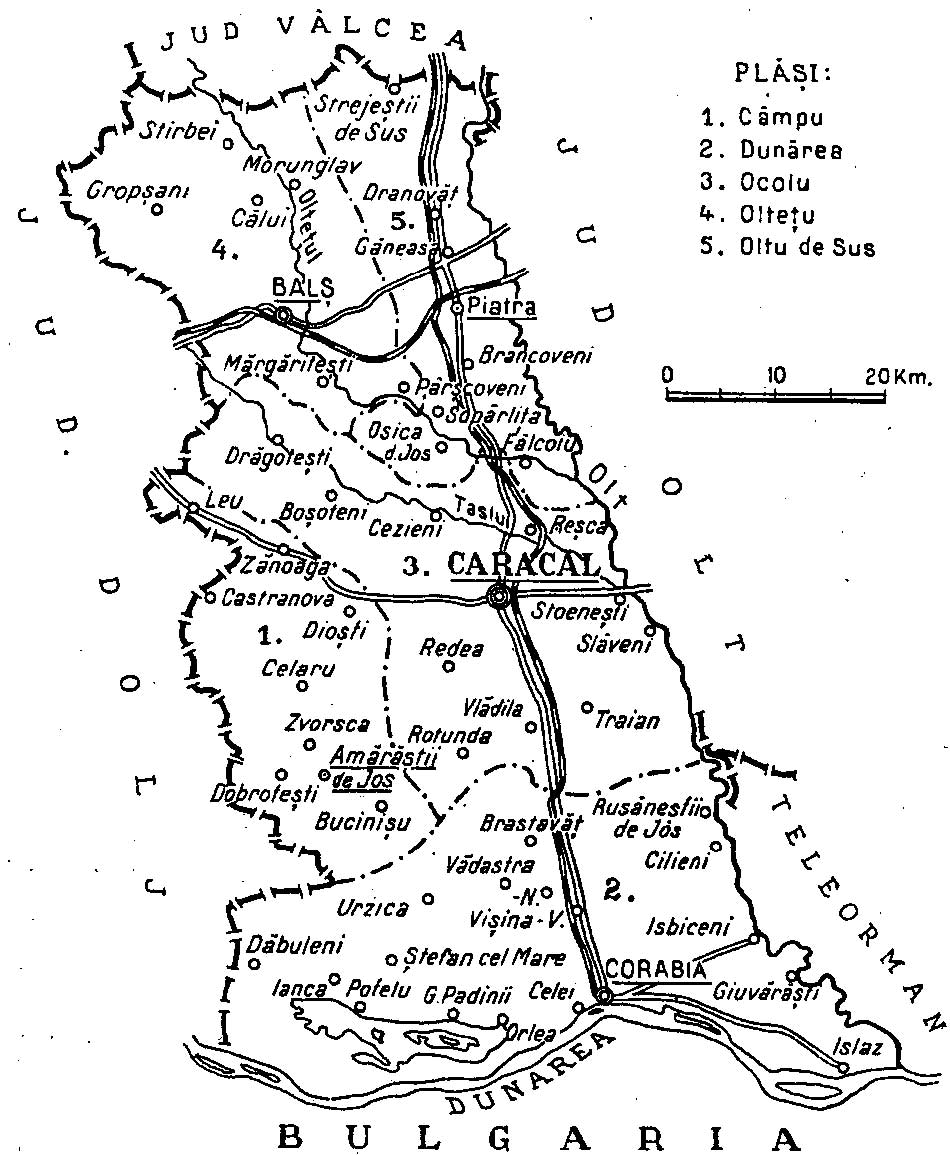
Mappa del distretto, con la disposizione e il nome dei plăşi, nel 1938.

## Organizzazione
Il territorio del distretto era inizialmente diviso in tre plăşi:
1. Plasa Dunarea
2. Plasa Ocolu
3. Plasa Oltu de Sus.

Successivamente, sono stati creati altri due plăşi: 
- Plasa Oltețu
- Plasa Câmpu.

## Territorio
Una caratteristica del distretto era la grande porzione di terreno coltivabile (di cui i cereali occupavano il 96% delle colture seminative) nella superficie totale, oltre alla percentuale di 89% di piccole proprietà nell'area complessiva.

## Popolazione
Secondo il censimento del 1930, la popolazione del distretto era di 271.096 abitanti distribuiti in 252 villaggi e le 3 città di Caracal, Corabia e Balş. Di questi il erano 98,4% rumeni, l'1,1% di etnia rom, ecc. Sotto l'aspetto confessionale, la popolazione era composta per il 99,6% da ortodossi, per lo 0,1% da cattolici romani, ecc. con una struttura della popolazione per età di 66% giovani fino a 30 anni.

### Zona urbana
Consisteva in tre comuni urbani: Caracal, che era il capoluogo del distretto, Corabia, porto sul Danubio, e Balş. Nel 1930 la popolazione urbana della contea era di 29 308 abitanti, di cui 94,2% rumeni, 2,9% rom, 0,5% ungheresi, 0,5% ebrei, 0,4% greci, 0,3% tedeschi e altri. Da un punto di vista confessionale, la città era composta per il 97,8% da ortodossi, 0,8% da cattolici romani, 0,6% da mosaici, 0,2% da cattolici greci, 0,2% luterani, 0,2% calvinisti e altri.